# Alton (Hampshire)
Alton – miasto w Wielkiej Brytanii, w Anglii, w hrabstwie Hampshire, na południowy zachód od Farnham. Miasto zamieszkuje 14 500 osób.

## Nazwa
Nazwa pochodzi od anglosaskiego słowa aewielltun oznaczającego "gospodarstwo na brzegu rzeki". W Domesday Book miasto pojawia się pod nazwą Aoltone.

## Historia
Osada znana była za czasów rzymskich – prowadziła przez nią droga z Chichesteru do Silchesteru; w pobliżu miejsca, gdzie obecnie znajduje się miejscowość, był bród przez rzekę North Wey (ramię źródłowe Wey). W roku 1001 wojska duńskie najechały Anglię i dotarły aż pod Alton. Bitwę wygrali Duńczycy, a w wyniku walk życie straciło osiemdziesięciu jeden Anglików. Sto lat później w mieście podpisano pokój w Alton między synami Wilhelma Zdobywcy: Robertem Krótkoudym, a jego bratem królem Henrykiem I.
Pierwszy sobotni targ odbył się w roku 1288. Był on większy niż przeciętny targ w tamtych czasach i na długo wyznaczył pozycję Alton jako miasta handlowego. W roku 1307 król Edward II przyznał miastu prawo organizowania jarmarku. Miasto prosperowało aż do końca średniowiecza. W roku 1643 stoczono bitwę pod Alton w ramach angielskiej wojny domowej. 13 grudnia 1643 okupujące miasto niewielkie oddziały rojalistów pod dowództwem Williama Wallera zostały zaskoczone przez siły parlamentu, które wygrały to starcie. W XIX wieku miasto zanotowało gwałtowny wzrost gospodarczy i przyrost liczby mieszkańców.

## Miasta partnerskie
- Pertuis
- Montecchio Maggiore